# Jesus Born on This Day
Jesus Born on This Day är en julsång, skriven och framförd 1994 av sångerskan Mariah Carey från USA tillsammans med Walter Afanasieff till Mariah Careys julalbum Merry Christmas.